# Tasmania International 2000
Die Tasmania International 2000 im Badminton fanden Mitte August 2000 statt.

## Sieger und Platzierte
| Disziplin    | Gold                          | Silber                        | Bronze                       |
| ------------ | ----------------------------- | ----------------------------- | ---------------------------- |
| Herreneinzel | Nathan Malpass                | Nicholas Kidd                 | Juan Winata                  |
| Herreneinzel | Nathan Malpass                | Nicholas Kidd                 | Jason Williams               |
| Dameneinzel  | Lenny Permana                 | Rayoni Head                   | Rhonda Cator                 |
| Dameneinzel  | Lenny Permana                 | Rayoni Head                   | Kate Wilson-Smith            |
| Herrendoppel | Boyd Cooper Travis Denney     | Nicholas Kidd Nathan Malpass  | David Jones Jason Williams   |
| Herrendoppel | Boyd Cooper Travis Denney     | Nicholas Kidd Nathan Malpass  | Scott Johnson Adrian Penny   |
| Damendoppel  | Rhonda Cator Amanda Hardy     | Rayoni Head Kate Wilson-Smith | Anita Holding Sandy Williams |
| Damendoppel  | Rhonda Cator Amanda Hardy     | Rayoni Head Kate Wilson-Smith | Diane Malpass Lenny Permana  |
| Mixed        | Boyd Cooper Kate Wilson-Smith | Jason Williams Sandy Williams | Lenny Permana Juan Winata    |
| Mixed        | Boyd Cooper Kate Wilson-Smith | Jason Williams Sandy Williams | Travis Denney Diane Malpass  |